# Copa de Alemania de balonmano (femenina)
La Copa de Alemania de balonmano o Copa DHB femenina (en alemán, DHB-Pokal, acrónimo de Deutsche Hallenhandball-Pokalwettbewerb) es la competición de copa de balonmano en pista más importante de Alemania para equipos femeninos de balonmano. 
En la RDA, hasta 1991, se celebró la Copa FDGB.

## Ganadores de la Copa DHB desde 1975
| Año  | Ganador              | Año  | Ganador             | Año  | Ganador              | Año  | Ganador           |
| ---- | -------------------- | ---- | ------------------- | ---- | -------------------- | ---- | ----------------- |
| 1975 | TSV GutsMuths Berlin | 1988 | VfL Engelskirchen   | 2001 | TV Mainzlar          | 2014 | HC Leipzig        |
| 1976 | TSV GutsMuths Berlin | 1989 | TV Lützellinden     | 2002 | Bayer 04 Leverkusen  | 2015 | Buxtehuder SV     |
| 1977 | TuS Eintracht Minden | 1990 | TV Lützellinden     | 2003 | FHC Frankfurt (Oder) | 2016 | HC Leipzig        |
| 1978 | TuS Eintracht Minden | 1991 | Bayer 04 Leverkusen | 2004 | 1. FC Nürnberg       | 2017 | Buxtehuder SV     |
| 1979 | TSV GutsMuths Berlin | 1992 | TV Lützellinden     | 2005 | 1. FC Nürnberg       | 2018 | VfL Oldenburg     |
| 1980 | Bayer 04 Leverkusen  | 1993 | TuS Walle Bremen    | 2006 | HC Leipzig           | 2019 | Thüringer HC      |
| 1981 | VfL Oldenburg        | 1994 | TuS Walle Bremen    | 2007 | HC Leipzig           | 2020 | No se disputó     |
| 1982 | Bayer 04 Leverkusen  | 1995 | TuS Walle Bremen    | 2008 | HC Leipzig           | 2021 | SG BBM Bietigheim |
| 1983 | Bayer 04 Leverkusen  | 1996 | VfB Leipzig         | 2009 | VfL Oldenburg        | 2022 | SG BBM Bietigheim |
| 1984 | Bayer 04 Leverkusen  | 1997 | Borussia Dortmund   | 2010 | Bayer 04 Leverkusen  | 2023 | SG BBM Bietigheim |
| 1985 | Bayer 04 Leverkusen  | 1998 | TV Lützellinden     | 2011 | Thüringer HC         | 2024 | TuS Metzingen     |
| 1986 | VfL Engelskirchen    | 1999 | TV Lützellinden     | 2012 | VfL Oldenburg        | 2025 | HB Ludwigsburg    |
| 1987 | Bayer 04 Leverkusen  | 2000 | HC Leipzig          | 2013 | Thüringer HC         |      |                   |

### Clasificación por ganadores
| Equipo               | Títulos | Años                                                 |
| -------------------- | ------- | ---------------------------------------------------- |
| Bayer 04 Leverkusen  | 9       | 1980, 1982, 1983, 1984, 1985, 1987, 1991, 2002, 2010 |
| HC Leipzig           | 7       | 1996, 2000, 2006, 2007, 2008, 2014, 2016             |
| TV Lützellinden      | 5       | 1989, 1990, 1992, 1998, 1999                         |
| VfL Oldenburg        | 4       | 1981, 2009, 2012, 2018                               |
| TuS Walle Bremen     | 3       | 1993, 1994, 1995                                     |
| TSV GutsMuths Berlin | 3       | 1975, 1976, 1979                                     |
| Thüringer HC         | 3       | 2011, 2013, 2019                                     |
| SG BBM Bietigheim    | 3       | 2021, 2022, 2023                                     |
| 1. FC Nürnberg       | 2       | 2004, 2005                                           |
| TuS Eintracht Minden | 2       | 1977, 1978                                           |
| VfL Engelskirchen    | 2       | 1986, 1988                                           |
| Buxtehuder SV        | 2       | 2015, 2017                                           |
| Borussia Dortmund    | 1       | 1997                                                 |
| FHC Frankfurt (Oder) | 1       | 2003                                                 |
| TV Mainzlar          | 1       | 2001                                                 |
| TuS Metzingen        | 1       | 2024                                                 |
| HB Ludwigsburg       | 1       | 2025                                                 |

## Finales de la Copa DHB 1975-1993
Los métodos para determinar a los ganadores de la Copa DHB variaron entre 1975 y 1993. Las finales se celebraban en un lugar generalmente neutral o consistían en partidos de ida y vuelta. 
Hasta 1977, el equipo que perdía en la final del campeonato alemán automáticamente se convertía en el primer finalista de la final de copa y los equipos semifinalistas no clasificados para la final de liga eran los que dirimían el otro finalista. Durante esos años, la competición tenía como único objetivo determinar quién participaría en la Recopa de Europa, sin ofrecer más rondas ni oportunidades para que el campeón alemán actual ganara la copa.
No fue sino hasta la temporada de 1977/78 que se introdujo una estructura más completa para la competición, con rondas preliminares y eliminatorias estatales. 
En 1987, se implementó un formato distinto: en vez de jugar semifinales y finales, se organizó una liguilla con cuatro equipos (Bayer Leverkusen, TV Lützellinden, 1. FC Nürnberg y TSV Tempelhof-Mariendorf) que se extendió durante tres días (del 1 al 3 de mayo) en las ciudades de en Gießen, Leverkusen y Unna. Al final de la competición, Leverkusen y Lützellinden habían ganado sus partidos iniciales, llevando a TV Lützellinden a ser considerado "finalista" tras perder ante Leverkusen en el partido decisivo. Leverkusen se coronó campeón con un marcador de 22:16. En el tercer lugar quedó el equipo de segunda división, Tempelhof-Mariendorf, que venció al Nuremberg 14:10.
En la temporada 1990/91 se jugó una final entre los dos campeones de la Copa de Alemania, y así determinar el representante alemán en la Copa de Europa 1991/92. El campeón de la Copa DHB, el Bayer 04 Leverkusen, derrotó al campeón de la Copa FDGB, el TSC Berlin, tras el partido de ida y vuelta por 45:42 (24:18 y 21:24).
| Temporada | Ganador              | Ida   | Vuelta | Finalista             |
| --------- | -------------------- | ----- | ------ | --------------------- |
| 1975      | TSV GutsMuths Berlin | 8:6   | –      | TSV Rot-Weiß Auerbach |
| 1976      | TSV GutsMuths Berlin | 13:70 | –      | Bayer 04 Leverkusen   |
| 1977      | TuS Eintracht Minden | 18:10 | –      | TSV Rot-Weiß Auerbach |
| 1978      | TuS Eintracht Minden | 27:10 | –      | TuS Metzingen         |
| 1979      | TSV GutsMuths Berlin | 14:80 | –      | Bayer 04 Leverkusen   |
| 1980      | Bayer 04 Leverkusen  | 22:10 | 24:60  | TuS Metzingen         |
| 1981      | VfL Oldenburg        | 11:18 | 15:80  | Holstein Kiel         |
| 1982      | Bayer 04 Leverkusen  | 20:17 | 20:11  | SSC Südwest 1947      |
| 1983      | Bayer 04 Leverkusen  | 20:15 | 22:14  | VfL Sindelfingen      |
| 1984      | Bayer 04 Leverkusen  | 28:12 | 21:13  | VfL Sindelfingen      |
| 1985      | Bayer 04 Leverkusen  | 18:22 | 25:17  | VfL Engelskirchen     |
| 1986      | VfL Engelskirchen    | 19:13 | 17:16  | Bayer 04 Leverkusen   |
| 1987      | Bayer 04 Leverkusen  | 22:16 | -      | TV Lützellinden       |
| 1988      | VfL Engelskirchen    | 13:12 | 20:17  | Bayer 04 Leverkusen   |
| 1989      | TV Lützellinden      | 21:21 | 28:20  | VfL Oldenburg         |
| 1990      | TV Lützellinden      | 31:23 | 18:19  | Buxtehuder SV         |
| 1991      | Bayer 04 Leverkusen  | 28:25 | 22:22  | TV Lützellinden       |
| 1992      | TV Lützellinden      | 32:19 | 18:19  | TuS Walle Bremen      |
| 1993      | TuS Walle Bremen     | 23:17 | 14:17  | TV Lützellinden       |

## Finales de Copa DHB desde 1994
Desde 1994, las semifinales y la final de la Copa DHB se llevan a cabo en el mismo lugar durante un solo fin de semana. Los equipos que avanzan de los cuartos de final compiten en el evento conocido como Final Four para determinar al campeón. Las dos semifinales se juegan el primer día y la final se celebra al día siguiente. 
| Temp. | Ganador              | Resultado     | Finalista               | Lugar            |
| ----- | -------------------- | ------------- | ----------------------- | ---------------- |
| 1994  | TuS Walle Bremen     | 35:25         | Borussia Dortmund       | Bremen           |
| 1995  | TuS Walle Bremen     | 23:22         | TV Lützellinden         | Lützellinden     |
| 1996  | VfB Leipzig          | 23:22         | Buxtehuder SV           | Bremen           |
| 1997  | Borussia Dortmund    | 24:22         | TV Lützellinden         | Riesa            |
| 1998  | TV Lützellinden      | 32:21         | Borussia Dortmund       | Riesa            |
| 1999  | TV Lützellinden      | 30:29         | SG Minden / Minderheide | Riesa            |
| 2000  | HC Leipzig           | 30:25         | TV Mainzlar             | Riesa            |
| 2001  | TV Mainzlar          | 45:44         | Bayer 04 Leverkusen     | Riesa            |
| 2002  | Bayer 04 Leverkusen  | 29:27         | VfL Oldenburg           | Riesa            |
| 2003  | FHC Frankfurt (Oder) | 28:26         | DJK MJC Trier           | Riesa            |
| 2004  | 1. FC Nürnberg       | 32:26         | Frankfurter HC          | Riesa            |
| 2005  | 1. FC Nürnberg       | 30:28         | TSV Bayer 04 Leverkusen | Riesa            |
| 2006  | HC Leipzig           | 34:25         | 1. FC Nürnberg          | Riesa            |
| 2007  | HC Leipzig           | 39:29         | Buxtehuder SV           | Riesa            |
| 2008  | HC Leipzig           | 33:28         | 1. FC Nürnberg          | Riesa            |
| 2009  | VfL Oldenburg        | 28:23         | 1. FC Nürnberg          | Riesa            |
| 2010  | Bayer 04 Leverkusen  | 34:24         | HSG Blomberg-Lippe      | Riesa            |
| 2011  | Thüringer HC         | 27:25         | Buxtehuder SV           | Göppingen        |
| 2012  | VfL Oldenburg        | 35:30         | TSV Bayer 04 Leverkusen | Göppingen        |
| 2013  | Thüringer HC         | 30:22         | HC Leipzig              | Göppingen        |
| 2014  | HC Leipzig           | 36:26         | HSG Blomberg-Lippe      | Leipzig          |
| 2015  | Buxtehuder SV        | 30:28         | VfL Oldenburg           | Hamburg          |
| 2016  | HC Leipzig           | 29:28         | BV Borussia 09 Dortmund | Leipzig          |
| 2017  | Buxtehuder SV        | 24:23         | TuS Metzingen           | Bietigheim-Biss. |
| 2018  | VfL Oldenburg        | 29:27         | SG BBM Bietigheim       | Bietigheim-Biss. |
| 2019  | Thüringer HC         | 24:23         | SG BBM Bietigheim       | Stuttgart        |
| 2020  | No se disputó        | No se disputó | No se disputó           | No se disputó    |
| 2021  | SG BBM Bietigheim    | 27:22         | Rosengarten Buchholz    | Stuttgart        |
| 2022  | SG BBM Bietigheim    | 40:30         | VfL Oldenburg           | Stuttgart        |
| 2023  | SG BBM Bietigheim    | 39:25         | HSG Bensheim /Auerbach  | Stuttgart        |
| 2024  | TuS Metzingen        | 30:28         | SG BBM Bietigheim       | Stuttgart        |
| 2025  | HB Ludwigsburg       | 31:21         | HSG Blomberg-Lippe      | Stuttgart        |

### Localización
Las tres primeros torneos Final Four tuvieron lugar en Bremen, Lützellinden y nuevamente en Bremen. Entre 1997 y 2010, la final se celebró en Riesa y posteriormente en tres ocasiones en Göppingen. De 2014 a 2017, uno de los clubes participantes actuó como anfitrión (dos veces Leipzig, Hamburgo, Bietigheim-Bissingen). Desde 2018, el Porsche Arena en Stuttgart ha sido la sede de este evento, conocido bajo el patrocinio como OLYMP Final4.

## Enlaces web
- Sven Webers (ed.) : Archivo Handballdaten.de, base de datos de campeones de la copa DHB (mujeres)